# 亚历克斯·黑尔斯
亚历克斯·黑尔斯（英語：Alex Hales；1989年1月3日—）是一位英格蘭板球運動員。他是一位右手球員。他現在效力於諾丁漢郡板球俱樂部。他也代表英格蘭板球代表隊參賽。